# Gerald Mader

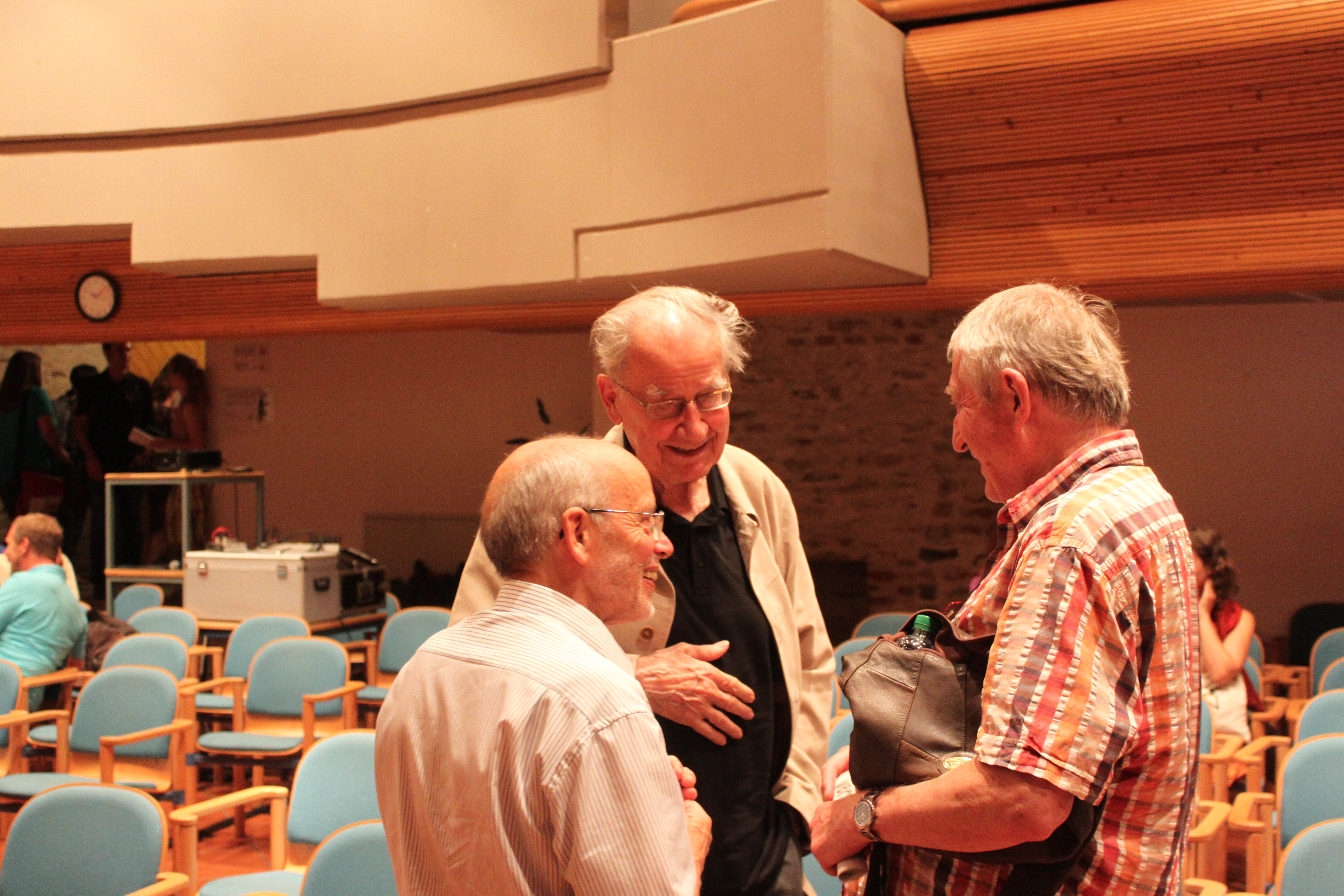
Gerald Mader im Gespräch mit Reiner Steinweg und Konrad Tempel bei der 29. Internationalen Sommerakademie 2012 in der Burg Schlaining

Gerald Mader (* 1. April 1926 in Payerbach; † 6. Mai 2019 in Mattersburg) war ein österreichischer Politiker (SPÖ) und Rechtsanwalt. Mader war von 1971 bis 1984 Landesrat in der Burgenländischen Landesregierung (Kery II, III, IV und V) und 1972, 1977 und 1982 jeweils für einige Stunden Abgeordneter zum Burgenländischen Landtag.

## Leben
Mader wurde als Sohn des Industriekaufmanns Franz Mader aus Payerbach geboren und besuchte nach der Volksschule in Payerbach das Gymnasium in Wiener Neustadt, an der er 1943 die Kriegsmatura ablegte. Er war danach von 1943 bis 1944 Luftwaffenhelfer und diente von 1944 bis 1945 in der Wehrmacht, wobei er zuletzt in amerikanische Kriegsgefangenschaft geriet. Nach dem Ende des Krieges studierte Mader an der Universität Wien und promovierte 1948 zum Dr. jur. Er war von 1949 bis 1950 Rechtsreferent der Arbeiterkammer für das Burgenland, arbeitete von 1951 bis 1958 als Rechtsanwaltsanwärter in der Kanzlei Dr. E. Hoffenreich in Mattersburg und arbeitete von 1958 bis 1971 als Rechtsanwalt in Mattersburg.
Daneben engagierte sich Mader als Vizepräsident der Österreichischen Liga für Menschenrechte. Als engagierter Naturfreund war er von 1987 bis 1996 Präsident der Internationale der Naturfreunde (NFI). In seine Präsidentschaft fielen die Erweiterung um osteuropäische Sektionen und um den ersten afrikanischen (senegalesischen) Verband.
Er war Initiator und 1. Vorsitzender der Burgenländischen Volkshochschulen und des Vereins Burgenländischer Kulturzentren, amtierte zwischen 1966 und 1986 als Gründer-Obmann des Bunds Sozialdemokratischer Akademikerinnen und Akademiker, Intellektueller, Künstlerinnen und Künstler im Burgenland, und war von 1969 bis 1971 Oberkurator der Landeshypo-Bank. Zudem engagierte er sich als Verfassungsexperte der SPÖ Burgenland und war ab 1983 Präsident des Österreichischen Studienzentrums für Frieden und Konfliktlösung in Stadtschlaining aktiv. 1988 gründete er die European Peace University.
Mader war 1972, 1977 und 1982 jeweils für wenige Stunden vor seiner Wahl zum Landesrat Abgeordneter zum Landtag und gehörte zwischen dem 3. November 1971 und dem 19. November 1984 als Landesrat den Landesregierungen Kery II, III, IV und V an, wobei er unter anderem das Kulturressort führte.
Sein Grab befindet sich im Urnenhain am Stadtfriedhof in Mattersburg.